# Holandia na Zimowych Igrzyskach Olimpijskich 1968
Holandia na Zimowych Igrzyskach Olimpijskich 1968 – dziewięcioosobowa kadra sportowców reprezentujących Holandię na zimowych igrzyskach olimpijskich w 1968 roku w Grenoble.
W skład holenderskiej reprezentacji weszło dziewięcioro zawodników – czterech mężczyzn i pięć kobiet. Wystartowali oni w ośmiu konkurencjach łyżwiarstwa szybkiego. Zdobyli dziewięć medali, wszystkie w łyżwiarstwie szybkim – trzy złote, trzy srebrne i trzy brązowe. Był to ósmy start reprezentacji Holandii na zimowych igrzyskach olimpijskich.

## Zdobyte medale
| Medal  | Zawodnik          | Dyscyplina          | Konkurencja             | Rezultat   |
| ------ | ----------------- | ------------------- | ----------------------- | ---------- |
| Złoto  | Kees Verkerk      | Łyżwiarstwo szybkie | bieg na 1500 m mężczyzn | 2:03,4 min |
| Złoto  | Carry Geijssen    | Łyżwiarstwo szybkie | bieg na 1000 m kobiet   | 1:32,6 min |
| Złoto  | Ans Schut         | Łyżwiarstwo szybkie | bieg na 3000 m kobiet   | 4:56,2 min |
| Srebro | Ard Schenk        | Łyżwiarstwo szybkie | bieg na 1500 m mężczyzn | 2:05,0 min |
| Srebro | Kees Verkerk      | Łyżwiarstwo szybkie | bieg na 5000 m mężczyzn | 7:23,2 min |
| Srebro | Carry Geijssen    | Łyżwiarstwo szybkie | bieg na 1500 m kobiet   | 2:22,7 min |
| Brąz   | Peter Nottet      | Łyżwiarstwo szybkie | bieg na 5000 m mężczyzn | 1:25,5 min |
| Brąz   | Stien Baas-Kaiser | Łyżwiarstwo szybkie | bieg na 1500 m kobiet   | 2:24,5 min |
| Brąz   | Stien Baas-Kaiser | Łyżwiarstwo szybkie | bieg na 3000 m kobiet   | 5:01,3 min |

## Skład kadry

### Łyżwiarstwo szybkie
Mężczyźni
| Zawodnik     | Konkurencja        | Konkurencja        | Konkurencja    | Konkurencja    | Konkurencja    | Konkurencja    | Konkurencja      | Konkurencja      |
| Zawodnik     | Bieg na 500 m      | Bieg na 500 m      | Bieg na 1500 m | Bieg na 1500 m | Bieg na 5000 m | Bieg na 5000 m | Bieg na 10 000 m | Bieg na 10 000 m |
| Zawodnik     | Czas               | Miejsce            | Czas           | Miejsce        | Czas           | Miejsce        | Czas             | Miejsce          |
| ------------ | ------------------ | ------------------ | -------------- | -------------- | -------------- | -------------- | ---------------- | ---------------- |
| Ard Schenk   | 41,1               | 13.                | 2:05,0         | srebro         |                |                |                  |                  |
| Peter Nottet | 42,4               | 30.                | 2:06,3         | 9.             | 7:25,5         | brąz           | 15:54,7          | 8.               |
| Kees Verkerk | 42,6               | 33.                | 2:03,4         | złoto          | 7:23,2         | srebro         | 15:33,9          | 5.               |
| Jan Bols     | Nie ukończył biegu | Nie ukończył biegu | 2:07,8         | 16.            | 7:33,1         | 8.             | 16:09,5          | 13.              |

Kobiety
| Zawodniczka        | Konkurencja   | Konkurencja   | Konkurencja    | Konkurencja    | Konkurencja    | Konkurencja    | Konkurencja    | Konkurencja    |
| Zawodniczka        | Bieg na 500 m | Bieg na 500 m | Bieg na 1000 m | Bieg na 1000 m | Bieg na 1500 m | Bieg na 1500 m | Bieg na 3000 m | Bieg na 3000 m |
| Zawodniczka        | Czas          | Miejsce       | Czas           | Miejsce        | Czas           | Miejsce        | Czas           | Miejsce        |
| ------------------ | ------------- | ------------- | -------------- | -------------- | -------------- | -------------- | -------------- | -------------- |
| Ellie van den Brom | 46,6          | 5.            | 1:36,8         | 13.            |                |                |                |                |
| Stien Baas-Kaiser  | 47,6          | 14.           | 1:35,2         | 10.            | 2:24,5         | brąz           | 5:01,3         | brąz           |
| Wil Burgmeijer     | 47,8          | 16.           |                |                |                |                | 5:05,1         | 5.             |
| Carry Geijssen     |               |               | 1:32,6         | złoto          | 2:22,7         | srebro         |                |                |
| Ans Schut          |               |               |                |                | 2:28,3         | 12.            | 4:56,2         | złoto          |